# Bladimir Fernández
Bladimir Arnaldo Fernández Castillo (Angol, Chile, 1 de marzo de 1985) es un exfutbolista chileno. Jugaba como defensa en el Club Malleco Unido.

## Clubes
| Club             | País  | Año       |
| ---------------- | ----- | --------- |
| Malleco Unido    | Chile | 2004-2008 |
| Naval            | Chile | 2009-2011 |
| Unión San Felipe | Chile | 2012-2013 |
| Malleco Unido    | Chile | 2014-2018 |